# 放送ウーマン賞
放送ウーマン賞（ほうそうウーマンしょう）とは、1973年に創設され、2018年まで続いた日本の放送業界で働く女性を対象とした賞である。主催は日本女性放送者懇談会。創設から1995年度までは日本女性放送者懇談会賞（SJ賞）という名称だった。毎年3月に授賞式が行われた。

## 日本女性放送者懇談会
日本女性放送者懇談会（にほんじょせいほうそうしゃこんだいかい）（SJWRT-Society of Japanese Women in Radio and Television）は、放送業界の第一線で活躍する女性たちが自らの地位の確立と放送の質の向上を目的として設立された非営利団体。SJWRTは、さらに短縮されSJとなることもある。全米放送界の女性団体AWRTに触発され、NHKの江上フジを初代会長を中心とする10人規模で1969年設立。2016年現在、会員数約100名。
会員は、テレビ、ラジオ、制作会社、広告会社など放送界で働く女性である。活動内容は、例会、放送ウーマン賞の贈呈、ママネットと呼ばれるメーリングリスト、設立40周年記念事業の連続勉強会「女性放送人 40人の全仕事」である。活動はすべて会員の年会費で賄う。
日本女性放送者懇談会は一定の役割を果たしたと判断し、50年を大きな区切りとして2020年4月1日から活動を休止する、とサイトで発表。

## 歴代受賞者
注 - 受賞者の所属会社・所属部署・役職などは受賞当時のもの。

### 1970年代

#### 1973年度
- 藤本裕子 - 朝日放送ディレクター

##### 特別賞
- 渡辺典子 - 料理フリーライター

#### 1975年度
- 常田久仁子 - フジテレビプロデューサー
- 平野愛子 - NHKディレクター

#### 1976年度
- 井村千鶴子 - フリーアナウンサー
- 吉村陽子 - NHKディレクター

#### 1977年度
- 橋田寿賀子 - 作家
- 井口保子 - ラジオ関東アナウンサー

#### 1978年度
- 黒柳徹子 - 俳優・司会者
- 上貞良江 - NHKディレクター

#### 1979年度
- 兼高かおる - ジャーナリストほか
- 磯野恭子 - 山口放送ディレクター

### 1980年代

#### 1980年度
- せんぼんよしこ - 日本テレビディレクター
- 坂本登志子 - 毎日放送アナウンサー

##### 特別賞
- 江上フジ[1] - NHK会友

#### 1981年度
- 石井ふく子 - 演出家
- 笹谷清子[2] - NHKアナウンサー

#### 1982年度
- 加藤道子 - 俳優
- 五井千鶴子 - 文化放送CMディレクター

#### 1983年度
- 大野靖子 - 脚本家
- 市岡康子 - 日本映像記録センター[注 1]ディレクター

#### 1984年度
- 澤地久枝 - 作家
- 高橋幸子 - フリーディレクター

#### 1985年度
- アグネス・チャン - 歌手
- うないフェスティバル'85[3]- ラジオ沖縄

#### 1986年度
- 樹木希林 - 俳優
- 湯川れい子 - 音楽評論家・作詞家

#### 1987年度
- 和田アキ子 - 歌手
- 額田やえ子 - 外国映画日本語版TV台本製作者

#### 1988年度
- 落合恵子 - 作家
- 福田雅子 - NHKディレクター

#### 1989年度
- 樋口恵子 - 評論家
- 松永英美 - 中国放送プロデューサー[注 2]

##### 日本女性放送者懇談会20周年特別賞
- 久米宏 - 司会者

### 1990年代

#### 1990年度
- 内館牧子 - 脚本家
- 小池ユリ子 - ニュースキャスター

#### 1991年度
- 米原万里 - ロシア語同時通訳・翻訳家
- 山田邦子 - タレント

#### 1992年度
- 宮嶋泰子  - テレビ朝日スポーツキャスター
- NHK『はんさむウーマン』スタッフ[4]

#### 1993年度
- 櫻井よし子 - ニュースキャスター
- 岩井まつよ - 信越放送ディレクター

#### 1994年度
- 東海林のり子 - リポーター
- 橋本佳子 - ドキュメンタリージャパンプロデューサー

##### 日本女性放送者懇談会25周年特別賞
- 秋山ちえ子 - 評論家

#### 1995年度
- 小山内美江子 - 脚本家
- 合津直枝 - テレビマンユニオンプロデューサー

#### 1996年度
- 斎明寺以玖子 - NHKラジオドラマ演出家
- 城菊子 - 山口放送ディレクター[注 3]

#### 1997年度
- 国谷裕子 - キャスター[5]
- 星田良子 - 共同テレビディレクター

#### 1998年度
- 五十嵐久美子 - ドキュメンタリージャパン演出家
- 伊井純子 - エフエム中九州アナウンサー･プロデューサー

#### 1999年度
- 田丸美寿々 - ニュースキャスター
- 宮田輝美 - 関西テレビディレクター

##### 日本女性放送者懇談会30周年特別賞
- 大島渚 - 映画監督

### 2000年代

#### 2000年度
- 増田明美 - スポーツ・コメンテーター
- 鹿児島テレビ『ナマ・イキVOICE〜100%女性倶楽部〜』スタッフ

#### 2001年度
- 竹葉晶子 - フリーカメラパーソン[注 4]
- 佐藤園子 - NHK国際放送局ディレクター

##### 放送ウーマン賞2001特別賞
- 平良とみ - 女優[6]

#### 2002年度
- 浅野加寿子 - NHKドラマプロデューサー
- 土江真樹子 - 琉球朝日放送ディレクター

#### 2003年度
- 東ちづる - 女優
- 野澤喜代 - 信越放送ディレクター

#### 2004年度
- 大山のぶ代 - 女優・声優
- 大脇三千代 - 中京テレビディレクター

##### 日本女性放送者懇談会35周年特別賞
- FMながおか・ FMゆきぐに - 新潟県中越地震の災害放送

#### 2005年度
- 磯山晶 - TBSドラマプロデューサー
- 大原れいこ - テレビマンユニオン制作担当取締役

#### 2006年度
- 岡江久美子 - 女優 [7]
- 糸林薫 - NHK音声担当

#### 2007年度
- 中園ミホ - 脚本家 [8]
- 金本麻理子 - バサラディレクター[9][10]

#### 2008年度
- 宮本理江子 - フジテレビドラマ演出家
- 水野晶子 - 毎日放送アナウンサー

#### 2009年度
- 右田千代 - NHKチーフディレクター

##### 日本女性放送者懇談会40周年特別賞
- 黒柳徹子 - 女優・ユニセフ親善大使
- 宇田川清江 - フリーアナウンサー

### 2010年代

#### 2010年度
- 大石静 - 脚本家[11]
- 三上智恵 - 琉球朝日放送キャスター

#### 2011年度
- 堀川惠子 - ドキュメンタリーディレクター
- 白石草 - NPO法人OurPlanetTV代表理事[12]

#### 2012年度
- 岩谷可奈子 - NHKチーフプロデューサー[13]
- 内山聖子 - テレビ朝日チーフプロデューサー[14]

#### 2013年度
- 薬師丸ひろ子 - 女優・歌手[13]
- 日本テレビ『キユーピー3分クッキング』制作チーム[15]

#### 2014年度
- 喜多あおい - 株式会社ズノー ジーワン調査部 執行役員・テレビ番組リサーチャー[16][17]
- 深谷茂美 - テレビユー福島制作部長[16]

##### 日本女性放送者懇談会45周年特別賞
- 加藤みどり - 声優[16]

#### 2015年度
- 小柳ちひろ - 株式会社テムジン[18]
- 山口千波 - 株式会社特効[19][18]

#### 2016年度
- 大橋グレース愛喜恵 - NHK Eテレ『バリバラ〜障害者情報バラエティー〜』レギュラー出演者
- 松本彩夏 - イースト・エンタテインメント執行役員第一制作本部チーフプロデューサー

#### 2017年度
- 岡野真紀子 - WOWOW ドラマ制作部
- 柿澤真理子 - 文化放送 編成制作部

#### 2018年度
- 斉加尚代 - 毎日放送報道局
- 長嶋愛 - 日本放送協会制作局

#### 2019年度
- 平良いずみ - 沖縄テレビ放送アナウンサー（報道制作局の報道部長を兼務）
- 松原文枝 - テレビ朝日総合ビジネス局

## 書籍
- 日本女性放送者懇談会 編『放送ウーマンの70年』講談社、1994年。ISBN 978-4-0620-7012-6。
- 日本女性放送者懇談会 編『放送ウーマンのいま - 厳しくて面白いこの世界』ドメス出版、2011年。ISBN 978-4-8107-0752-6。